# География СССР

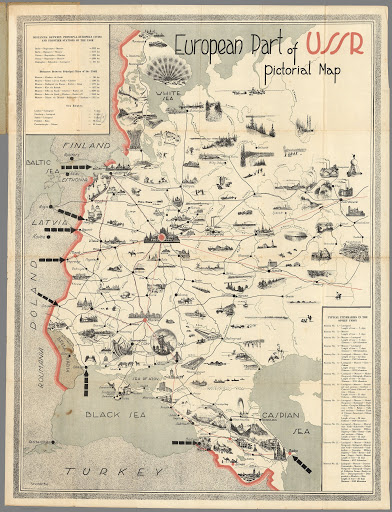
Карта европейской части СССР по состоянию на 1939 год

Союз Советских Социалистических Республик был крупнейшим государством в мире из существующих на тот момент, занимая приблизительно одну седьмую часть суши планеты Земля и 40% континента Евразия. Он был в 2,3 раза больше, чем Соединённые Штаты Америки и чуть меньше, чем весь Североамериканский континент. СССР занимал большую часть Северной Азии и большую часть Восточной Европы. Около четверти его территории находилось в части света Европа, остальные 75 % — в Азии. Большая часть территории Советского Союза приходилась на РСФСР, занимавшую 75 % территории страны.
СССР включал в себя самое глубокое озеро мира (Байкал), высочайшую вершину Европы на Кавказе (Эльбрус), длиннейшую реку Европы (Волга) и самое большее озеро Европы (Ладожское), а также полюс холода Северного полушария (Оймякон).

## Географические характеристики

### Площадь
Площадь СССР составляла 22.4022 млн. квадратных километров. Западная часть Советского Союза, занимавшая более половины Европы занимала в его общей площади около 25 %. При этом в ней жило около 72 % населения страны и были сконцентрированы основные промышленные и сельскохозяйственные предприятия. Именно в западной части страны между Днепром и Уралом зародилась Российская Империя, впоследствии расширившаяся и заложившая основы существования Советского государства.

### Границы и соседи СССР
Длина границ Советского Союза была наибольшей в мире и была равна 62710 километров. Советский Союз протянулся с запада на восток на 10000 км от Балтийской косы в Калининградской области РСФСР до острова Ратманова в Беринговом проливе Чукотского автономного округа Магаданской области РСФСР. С севера же на юг СССР протянулся на 5000 км от мыса Челюскин в Таймырском автономном округе Красноярского края до среднеазиатского города Кушка Марыйской области Туркменской ССР. По суше СССР граничил с 12 странами - 6 в Азии (КНДР, КНР, Монголия, Афганистан, Иран и Турция) и 6 в Европе (Румыния, Венгрия, Чехословакия, Польша, Норвегия и Финляндия). По морю СССР граничил с двумя странами - США и Японией.

### Береговая линия СССР
СССР омывали 12 морей, принадлежавших Северному Ледовитому, Тихому и Атлантическому океанам. 13 морем часто считали Каспийское море, хотя оно является озером. Более двух третей границ СССР были морскими, что делало береговую линию Советского Союза самой длинной в мире на тот момент. В то же время, большая часть береговой линии находилась за Полярным кругом и была покрыта льдом. Единственным круглогодично работавшим портом Северного Ледовитого океана был Мурманск, омываемый водами теплого Норвежского течения. Поэтому использование такого торгово-экономического преимущества, как выход к морю, было сопряжено со многими трудностями.

## Природные зоны Советского Союза
Большинство советских и зарубежных географов делят огромную советскую территорию на 5 природно-ландшафтных зон, протянувшихся преимущественно в субширотном направлении - тундру, тайгу, степь, аридные территории и территории высотной поясности. Большая часть территории Советского Союза лежала на трех равнинах - Восточно-Европейской, Западно-Сибирской и Туранской, двух плато — Среднесибирском плоскогорье и Казахском мелкосопочнике, а также горных территориях, находящихся преимущественно на северо-востоке страны или близ её южных границ.